# Lucio Mandarà
Lucio Mandarà (Laurana, 2 dicembre 1923 – Roma, 16 marzo 2009) è stato uno sceneggiatore italiano attivo in televisione e, saltuariamente, al cinema.

## Biografia
Nato nel 1923, di padre siciliano e madre austriaca – oggi Laurana è parte della Croazia, mentre al momento della nascita apparteneva al territorio della Venezia Giulia – fa il suo esordio come sceneggiatore televisivo nel 1968 con Le mie prigioni, adattamento del celebre scritto di Silvio Pellico diretto da Sandro Bolchi. Sul piccolo schermo collabora, oltre che con Bolchi, anche con registi del calibro di Alessandro Blasetti, Daniele D'Anza, Gianni Serra, Piero Schivazappa e Giorgio Albertazzi in diversi sceneggiati, telefilm e originali, eccellendo soprattutto nelle ricostruzioni storiche; non disdegna però altri generi come il giallo poliziesco (Joe Petrosino) e anche la fantascienza (Extra e Racconti di fantascienza). Il suo lavoro più famoso rimane L'amaro caso della baronessa di Carini, del 1975, che ottiene grande successo di pubblico e del quale scriverà anche il remake del 2007, La baronessa di Carini.
Per il cinema la sua attività è molto più sporadica: firma le sceneggiature di tre pellicole tra il 1960 e il 1990 dirette da Maurizio Arena, Vito Zagarrio ed Ettore Pasculli. È deceduto nel 2009 a Santa Croce Camerina in provincia di Ragusa, dove risiedeva da tempo. Svolse anche attività di scrittore, con il romanzo Una grotta per Ernesto, che fu il suo ultimo lavoro.

## Filmografia

### Sceneggiatore televisivo
- Le mie prigioni, regia di Sandro Bolchi (1968)
- Cristoforo Colombo, regia di Vittorio Cottafavi (1968)
- Napoli 1860 - La fine dei Borboni, regia di Alessandro Blasetti (1969)
- Antonio Meucci cittadino toscano contro il monopolio Bell, regia di Daniele D'Anza (1970)
- Il segno del comando, regia di Daniele D'Anza (1971) – collaborazione sceneggiatura
- Joe Petrosino, regia di Daniele D'Anza (1972)
- L'olandese scomparso, regia di Alberto Negrin (1973) – dialoghi
- Il consigliere imperiale, regia di Sandro Bolchi (1974)
- L'amaro caso della baronessa di Carini, regia di Daniele D'Anza (1975)
- La parola, il fatto, regia di Giuliana Berlinguer (1975)
- Extra, regia di Daniele D'Anza (1976)
- Manon, regia di Sandro Bolchi (1976)
- Delitto sulle punte, regia di Pino Passalacqua (1977)
- Il nero muove, regia di Gianni Serra (1977)
- Dopo un lungo silenzio, regia di Piero Schivazappa (1978)
- Racconti di fantascienza, regia di Alessandro Blasetti (1979)
- Il '90, regia di Sandro Bolchi (1979)
- La Medea di Porta Medina, regia di Piero Schivazappa (1981)
- Dramma d'amore, regia di Luigi Perelli (1983)
- La vigna di uve nere, regia di Sandro Bolchi (1984)
- Progetto Atlantide, regia di Gianni Serra (1984)
- Una donna a Venezia, regia di Sandro Bolchi (1986)
- Il segreto del Sahara, regia di Alberto Negrin (1988)
- Gli angeli del potere, regia di Giorgio Albertazzi (1988) – adattamento
- Solo, regia di Sandro Bolchi (1989)
- La scalata, regia di Vittorio Sindoni (1993)
- La baronessa di Carini, regia di Umberto Marino (2007)

### Sceneggiatore cinema
- Il principe fusto, regia di Maurizio Arena (1960) – anche soggetto
- Uno dei tre, regia di Gianni Serra (1973)
- La donna della luna, regia di Vito Zagarrio (1988)
- Fuga dal paradiso, regia di Ettore Pasculli (1990)